# 현대 싼타크루즈
현대 싼타크루즈는 현대자동차의 북미 시장 전용 소형 픽업트럭이다.

## 1세대

### 싼타크루즈(2021년 8월 19일~현재)
2021년 6월 3일에 티저 이미지가 공개되었고, 동년 8월 19일에 출시되었다. 미국, 캐나다 전략 차종이며, 현대자동차의 몽고메리 현지공장에서 생산하고 대한민국 등 타 시장에는 판매할 계획이 없다. 투싼 NX4를 기반으로 개발되었으며 2.5L 엔진에는 8단 자동, 2.5L 터보에는 8단 DCT가 적용되었다. 2024년에 베이스 차종인 투싼을 따라 같이 마이너체인지를 거쳤다.

## 수상 내역
- 미국 카 앤 드라이버 <2025 에디터스 초이스 어워즈> - '콤팩트 픽업 트럭' 부문